# The Vines
The Vines és una banda australiana de garage rock que va emergir juntament amb la nova entrada de rockers alternatius com The Strokes, The Hives i The White Stripes el 2002.

## Història

### Etapa Garage rock
La versió original de The Vines es trobava en els suburbis de Sydney, a mitjan dècada de 1990, on Craig Nicholls, Patrick Matthews i David Oliffe es van trobar mentre estaven treballant en un local de McDonald's. Van decidir formar una banda amb Nicholls en guitarra i cant, Matthews en el Baix i cant i Olliffe per a la Bateria. El grup tocava covers de Nirvana en esdeveniments locals, quan van desenvolupar el seu propi so a partir del quart tema que Nicholls va gravar. La banda va decidir tindre per nom The Vines perquè el papà de Nicholls tocava en un altre grup que s'anomenava The Vynes, on interpretaven covers d'Elvis Presley.

### Highly Evolved- l'èxit mundial
El seu single debut no va interessar molt en la seua terra nativa, però això no obstant, van firmar amb Heavenly Rècords en el Regne Unit. Van fer Highly Evolved amb Arrop Schnapf que havia treballat amb Foo Fighters, Beck i Elliott Smith, o siga que tenia més experiència. El single "Highly Evolved" va obtindre tan bona crítica que New Musical Express el va denominar el single de la setmana en març de 2002. Aquest single també el lloc 32 a la llista de singles al Regne Unit i va figurar en els 100 millors singles segons ARIAnet d'Austràlia.
El llançament de l'àlbum va obtindre un èxit més crític quan la banda va aparèixer en la tapa de la revista Rolling Stone i NME. L'àlbum va debutar en el lloc número 3 en les llistes d'àlbums en Regne Unit, núm. 5 en les llistes d'àlbums d'ARIAnet d'Austràlia i núm. 11 dels 100 àlbums més comandes segons el Billboard nord-americà. La banda va aconseguir una bona notorietat tocant en The Late Show with David Letterman i en els MTV Vídeo Music Awards.
En maig de 2003, el grup va anar a l'estudi a Woodstock (Nova York), novament amb Arrop Schnapf en producció. Mentres Craig Nicholls havia parlat sobre tindre un àlbum molt produït, ell li va comptar al març del 2004 a l'edició australiana de la revista Rolling Stone, que el grup va decidir ells van decidir aplicar la filosofia del menys-és-més.

### Winning Days
El seu segon àlbum, Winning Days, va ser llançat a la venda el 29 de març de 2004 i va debutar amb posició número 7 en Austràlia, #23 en Estats Units i #32 en Regne Unit.
"Ride" va ser el primer single fora de l'àlbum, assolint un lloc 25 al RU i 44 a Austràlia. The Vines recentment havien finalitzat el seu tour anomenat "Australian Invasion" amb Jet i The Living End, que havia començat l'11 de març del 2004 en Houston, Texas. Un segon single fora d'àlbum, anomenat "Winning Days" va ser llançat a Austràlia (allí no va aparèixer en les llistes) i al Regne Unit (on va obtindre la posició 42). Va haver-hi un és especulació en què "Animal Machine" havia de ser l'altre single per als Estats Units, però això no obstant, no va haver-hi un altre single per a aquest país a part de "Ride".

### Temps difícils
Després del terme del tour Winning Days, la banda es va trobar amb etapes dures. Winning Days no havia tingut el mateix succés en els escenaris a comparació de Highly Evolved, i havia aconseguit una tèbia, ni molt roïna ni molt bona, recepció per part de crítics i el públic. El cantant principal Craig Nicholls s'estava tornant cada vegada més erràtic i no li van permetre fer entrevistes als mitjans després de diverses males experiències en el tour per Amèrica.
A fins se maig de 2004, Craig va agredir a un càmera a Sydney, i en conseqüència li van presentar càrrecs.

### Vision Valley
El tercer, i esperat àlbum de la banda va ser llançat a l'abril, 2006. L'1 a Austràlia, el 3 mundialment i el 4 finalment als Estats Units. L'àlbum va ser produït per Wayne Connoll i El primer tall de difusió és Don't Llisten to The Ràdio.
L'àlbum va ser una desil·lusió comercial, especialment als Estats Units, on va debutar en la posició 136, 113 llocs menys que el que va fer Winning Days.
A mitjan 2005, el grup va informar que estaven treballant en un nou tercer àlbum d'estudi. Al novembre, Andy Kelly, el mànager de la banda, va anunciar que ells havien gravat totes les cançons que estarien per al pròxim àlbum. La mescla i masterització de les pistes va començar en gener de 2006. Abans d'açò, al novembre del 2005, es va saber que una de les cançons de l'àlbum havia sigut descartada. Encara que la cançó estava no estava encara titulada i no estava completa, Andy Kelly va demanar que es traguera la cançó, i efectivament va ser treta de la llista. El bateria Hamish Rosser també va emetre un comunicat demanant als fans que no es distribuïsca la cançó per internet.
- "Don't Llisten to the Radio" va ser llançada com a primer single de l'àlbum i va estar com a descàrrega digital el 7 de març en iTunes.

- "Gross Out" va ser feta per a descàrregues digitals el 18 de març, i va ser la primera cançó disponible per a descàrrega digital el 18 de març.

"Anysound" serà el segon single oficial de l'àlbum, i un vídeo musical ja està baix producció.

## Discografia
- Factory (autopublicat, ?)

### ElHighly Evolved
- Highly Evolved (EMI/Capitol, 2002): primer senzill del seu primer disc, homònim
- Highly Evolved (EMI/Capitol, 2002): el primer disc
- Get Free (EMI/Capitol, 2002): segon senzill extret del Highly evolved
- Outtathaway! (EMI/Capitol, 2002): tercer senzill en l'estil de l'anterior
- Homesick (EMI/Capitol, 2003): quart senzill amb la cançó més acústica d'aquell disc

### ElWinning Days
- Winning Days (EMI/Capitol, 2004): segon disc del grup
- Ride (EMI/Capitol, 2004): primer senzill del segon disc
- Winning Days (EMI/Capitol, 2004)

### ElVision Valley
- Vision Valley (EMI/Capitol, 2006)
- Don't Listen to the Radio (EMI/Capitol, 2006)
- Gross Out (EMI/Capitol, 2006)
- Anysound (EMI/Capitol, 2006)